# Feuille de Dreux
La Feuille de Dreux est un fromage français historiquement originaire de la région naturelle du Drouais, au nord de l'Eure-et-Loir. Aujourd'hui, la dénomination est devenue une marque commerciale exploitée par la société anonyme Fromagerie d'Orval, une entreprise de la petite industrie laitière installée dans la commune d'Orval dans le Cher.
Il est également appelé Dreux à la feuille ou encore Marsauceux, d'après les localités où il fut autrefois fabriqué.

## Présentation
Ce fromage de forme circulaire fait environ 2 cm d'épaisseur et 14 cm de diamètre. Une feuille de châtaignier sert de décoration. Elle évoque les feuilles de châtaignier qui sont parfois utilisées pour emballer les fromages pour éviter que ceux-ci, empilés les uns sur les autres lors de l'affinage, ne se collent entre eux.
C'est un fromage à base de lait de vache demi-écrémé et pasteurisé, à pâte molle à croûte fleurie, d'un poids moyen de 300 grammes.

## Fabrication
Son mode de fabrication est de laisser maturer le lait avec un emprésurage faible et une coagulation lente. Le moulage se fait à la louche. Une fois bien égouttés, les fromages sont pétris et salés au sel sec et dirigés vers le hâloir pour environ 3 semaines. Ils subissent ensuite un retournement tous les deux jours et un triage individuel afin d’obtenir le produit satisfaisant avant l’affinage qui dure deux semaines.
Sa période de consommation idéale s'étale 
d'avril à septembre[Information douteuse].